# Middelhavsmunkesæl
Middelhavsmunkesæl (Monachus Monachus) er den næstmest sjældne sælart med under 600 nulevende individer. Som navnet antyder hører den til i Middelhavet. Det antages, at sælen kan leve i op til 45 år. Når hunsælen føder, gør hun det i huler, som kun kan nås ved at svømme under vand.
| Dyr | Spire Denne artikel om dyr er en spire som bør udbygges. Du er velkommen til at hjælpe Wikipedia ved at udvide den. |